# Billens-Hennens
Billens-Hennens (toponimo francese) è un comune svizzero di 757 abitanti del Canton Friburgo, nel distretto della Glâne.

## Storia
Il comune di Billens-Hennens è stato istituito il 1º gennaio 1998 con la fusione dei comuni soppressi di Billens e Hennens; capoluogo comunale è Billens.

## Società

### Evoluzione demografica
L'evoluzione demografica è riportata nella seguente tabella:
Abitanti censiti